# Scrophularia cryptophila
Scrophularia cryptophila är en flenörtsväxtart som beskrevs av Pierre Edmond Boissier och Heldr.. Scrophularia cryptophila ingår i släktet flenörter, och familjen flenörtsväxter. Inga underarter finns listade i Catalogue of Life.